# Ariadne archeri
Ariadne archeri är en fjärilsart som beskrevs av Robert H. Carcasson 1958. Ariadne archeri ingår i släktet Ariadne och familjen praktfjärilar. Inga underarter finns listade i Catalogue of Life.